# Protasowo (rejon bolszeignatowski)
Protasowo (ros. Протасово, erzja Протасова, czecz. Протасово) – wieś (ros. село, trb. sieło) w środkowej Rosji, wiejskie centrum administracyjne Rejonu bolszeignatowskiego w Republice Mordowii.
Wieś położona jest nad rzeką Sała, 11 km od administracyjnego centrum rejonu (Bolszoje Ignatowo). W 2010 r. miejscowość liczyła sobie 206 mieszkańców.